# Wayne Taylor

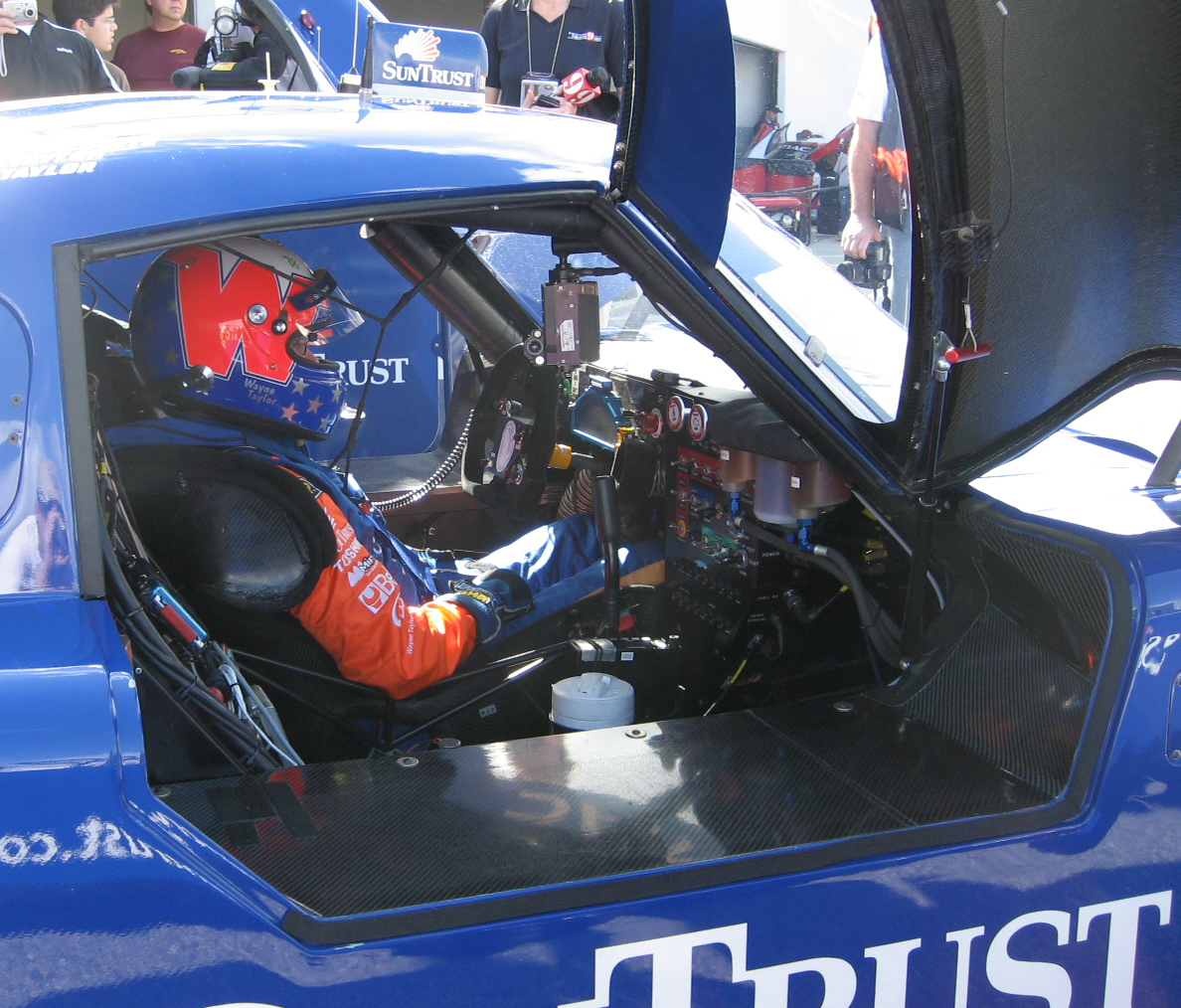
Wayne Taylor im Cockpit eines Riley-Pontiac 2008

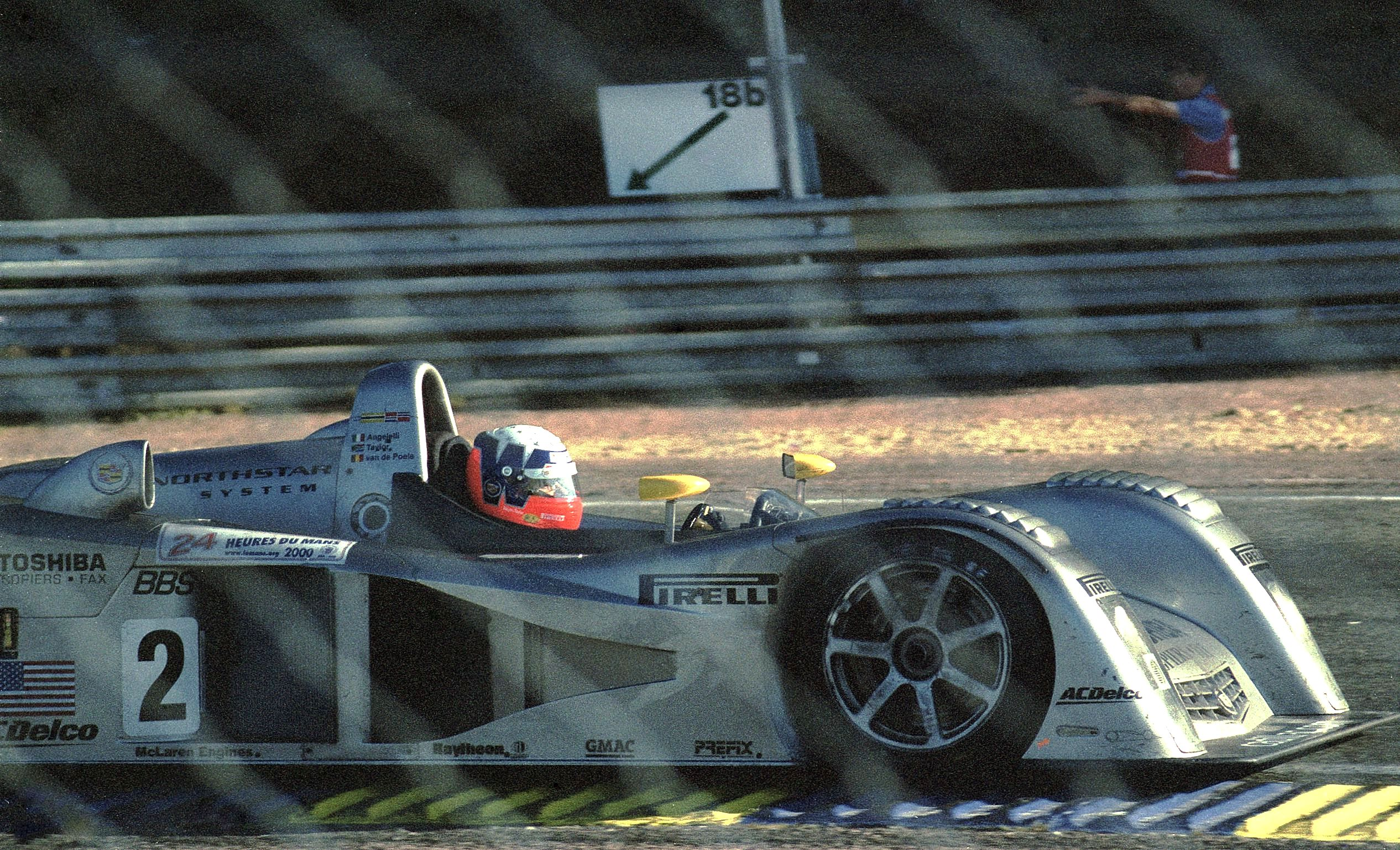
Wayne taylor am Steuer eines Cadillac Northstar LMP beim 24-Stunden-Rennen von Le Mans 2000

Wayne Taylor (* 15. Juli 1956 in Port Elizabeth) ist ein ehemaliger südafrikanischer Automobilrennfahrer und Rennstallbesitzer der auch die US-amerikanische Staatsbürgerschaft besitzt.

## Karriere
Wayne Taylor erzielte seine Erfolge im Motorsport vor allem mit Sportwagen, seine Einsätze im Monoposto blieben spärlich. Bevor er 1986 nach Europa kam, gewann er allerdings die Gesamtwertung der südafrikanischen Formel-Atlantic-Meisterschaft. 1987 fuhr er für Kremer Racing seine ersten Rennen in der Sportwagen-Weltmeisterschaft und gab sein Debüt beim 24-Stunden-Rennen von Le Mans. Gemeinsam mit seinem Landsmann George Fouché und dem mit deutscher Lizenz fahrenden Österreicher Franz Konrad platzierte er den Kremer-Porsche 962 an der vierten Stelle der Gesamtwertung.
Seine größten Erfolge erzielte der Südafrikaner in den Vereinigten Staaten. 1990 war er zum ersten Mal in der IMSA-GTP-Serie am Start. 1994 gewann er die Gesamtwertung der Nachfolgeserie – der IMSA-World-Sports-Car-Championship. In diesem Jahr feierte er auf einem Kudzu DG-3 neun Rennsiege und sicherte sich überlegen die Meisterschaft. Zwei Jahre später wurde erneut Meister. Zweimal, 1996 und 2005, gewann er das 24-Stunden-Rennen von Daytona und 1996 das 12-Stunden-Rennen von Sebring.
Ab 2011 fuhr Taylor in der Grand-Am Sports Car Series, deren Gesamtwertung er 2005 gewinnen konnte. Seite Mitte der 2000er-Jahre ist er in dieser Rennserie auch als Teamchef tätig.

## Privates
Wayne Taylor lebt in Altamonte Springs, ist verheiratet und Vater zweier Söhne. Ricky und Jordan Taylor sind ebenfalls Rennfahrer.

## Statistik

### Le-Mans-Ergebnisse
| Jahr | Team                           | Fahrzeug                 | Teamkollege        | Teamkollege    | Platzierung            | Ausfallgrund     |
| ---- | ------------------------------ | ------------------------ | ------------------ | -------------- | ---------------------- | ---------------- |
| 1987 | Porsche Kremer Racing          | Porsche 962C             | George Fouché      | Franz Konrad   | Rang 4                 |                  |
| 1988 | Cosmik GP Motorsport           | Spice SE87C              | Costas Los         | Evan Clements  | Ausfall                | Kupplungsschaden |
| 1989 | Spice Engineering              | Spice SE89C              | Thorkild Thyrring  | Tim Harvey     | Ausfall                | Ventilschaden    |
| 1990 | Team Schuppan                  | Porsche 962C             | Hurley Haywood     | Rickard Rydell | Rang 12                |                  |
| 1991 | Salamin Primagaz Team Schuppan | Porsche 962C             | Hurley Haywood     | James Weaver   | nicht klassiert        |                  |
| 1992 | British Racing Motors          | BRM P351                 | Harri Toivonen     | Richard Jones  | Ausfall                | Getriebeschaden  |
| 1993 | Porsche Kremer Racing          | Porsche 962CK6           | Giovanni Lavaggi   | Jürgen Lässig  | Rang 12                |                  |
| 1996 | Riley & Scott Cars Inc.        | Riley & Scott Mk III     | Scott Sharp        | Jim Pace       | Ausfall                | Kraftübertragung |
| 1997 | Nissan Motorsport              | Nissan R390 GT1          | Jörg Müller        | Martin Brundle | Ausfall                | Unfall           |
| 1998 | Doyle Risi Racing              | Ferrari 333SP            | Eric van de Poele  | Fermín Velez   | Rang 8 und Klassensieg |                  |
| 2000 | Team Cadillac                  | Cadillac Northstar LMP   | Eric van de Poele  | Max Angelelli  | Rang 22                |                  |
| 2001 | DAMS                           | Cadillac Northstar LMP01 | Christophe Tinseau | Max Angelelli  | Rang 15                |                  |
| 2002 | Team Cadillac                  | Cadillac Northstar LMP01 | Christophe Tinseau | Max Angelelli  | Rang 9                 |                  |

### Sebring-Ergebnisse
| Jahr | Team                       | Fahrzeug                 | Teamkollege        | Teamkollege      | Teamkollege           | Platzierung | Ausfallgrund |
| ---- | -------------------------- | ------------------------ | ------------------ | ---------------- | --------------------- | ----------- | ------------ |
| 1991 | Alucraft                   | Porsche 962              | René Herzog        | Hurley Haywood   | Daniel Mueller        | Ausfall     | Unfall       |
| 1992 | Tom Milner Racing          | Spice SE89P              | Hugh Fuller        | François Migault | David Tennyson        | Ausfall     | Differential |
| 1993 | Auto Toy Store             | Spice SE90P              | Jeff Andretti      | Morris Shirazi   |                       | Ausfall     | Motorschaden |
| 1994 | Downing Atlanta            | Kudzu DG-3               | Jim Downing        | Tim McAdam       |                       | Rang 3      |              |
| 1995 | Momo                       | Ferrari 333SP            | Giampiero Moretti  | Didier Theys     |                       | Rang 33     |              |
| 1996 | Doyle Racing               | Riley & Scott Mk III     | Eric van de Poele  | Jim Pace         |                       | Gesamtsieg  |              |
| 1997 | Doyle Racing Riley & Scott | Riley & Scott Mk III     | Eric van de Poele  | Scott Sharp      |                       | Ausfall     | Mechanik     |
| 1998 | Doyle-Risi Racing          | Ferrari 333SP            | Eric van de Poele  | Fermín Vélez     |                       | Ausfall     | Wagenbrand   |
| 1999 | Doyle-Risi Racing          | Ferrari 333SP            | Alex Caffi         | Max Angelelli    | Juan Manuel Fangio II | Rang 6      |              |
| 2000 | Team Cadillac              | Cadillac Northstar LMP   | Eric van de Poele  | Max Angelelli    |                       | Rang 6      |              |
| 2002 | Team Cadillac              | Cadillac Northstar LMP02 | Christophe Tinseau | Max Angelelli    |                       | Rang 29     |              |

### Einzelergebnisse in der Sportwagen-Weltmeisterschaft
| Saison | Team                      | Rennwagen               | 1   | 2   | 3   | 4   | 5   | 6   | 7   | 8   | 9   | 10  | 11  |
| ------ | ------------------------- | ----------------------- | --- | --- | --- | --- | --- | --- | --- | --- | --- | --- | --- |
| 1983   | Tiga Cars South Africa    | Tiga SC83               | MON | SIL | NÜR | LEM | SPA | FUJ | KYA |     |     |     |     |
| 1983   | Tiga Cars South Africa    | Tiga SC83               |     |     |     | DNF |     |     |     |     |     |     |     |
| 1987   | Kremer Racing             | Porsche 962             | JAR | JER | MON | SIL | LEM | NÜN | BRH | NÜR | SPA | FUJ |     |
| 1987   | Kremer Racing             | Porsche 962             |     | 4   |     |     |     |     |     |     |     |     |     |
| 1988   | Ivey Racing GP Motorsport | Tiga GC287 Spice SE87C  | JER | JAR | MON | SIL | LEM | BRÜ | BRH | NÜR | SPA | FUJ | SAN |
| 1988   | Ivey Racing GP Motorsport | Tiga GC287 Spice SE87C  | 13  | DNF | DNF | DNF | DNF |     | 6   | 16  | DNF |     |     |
| 1989   | Spice Engineering         | Spice SE89C             | SUZ | DIJ | JAR | BRH | NÜR | DON | SPA | MEX |     |     |     |
| 1989   | Spice Engineering         | Spice SE89C             | DNF | DNF | 4   | DNF | DNF | DNF | 5   |     |     |     |     |
| 1990   | Spice Engineering         | Spice SE90C             | SUZ | MON | SIL | SPA | DIJ | NÜR | DON | MOT | MEX |     |     |
| 1990   | Spice Engineering         | Spice SE90C             |     | 6   | DNF |     | 6   |     |     | 17  |     |     |     |
| 1991   | Team Salamin Euro Racing  | Porsche 962 Spice SE90C | SUZ | MON | SIL | LEM | NÜR | MAG | MEX | AUT |     |     |     |
| 1991   | Team Salamin Euro Racing  | Porsche 962 Spice SE90C |     |     |     | DNF |     |     |     | DNF |     |     |     |
| 1992   | British Racing Motors     | BRM P351                | MON | SIL | LEM | DON | SUZ | MAG |     |     |     |     |     |
| 1992   | British Racing Motors     | BRM P351                | DNF |     |     |     |     |     |     |     |     |     |     |